# Martinet de Sabine
Rhaphidura sabini
Espèce
Synonymes
- Chaetura sabini J.E. Gray, 1829
(protonyme)

Statut de conservation UICN

 LC  : Préoccupation mineure
Le Martinet de Sabine (Rhaphidura sabini, parfois aussi Raphidura sabini) est une espèce d'oiseaux de la famille des Apodidae.

## Répartition
Cette espèce vit en Afrique.